# مايورانا 1
مايورانا ١ (بالإنچليزية: Majorana 1) هو جهاز تم تطويره بواسطة شركة مايكروسوفت ، مع تطبيقات محتملة في الحوسبة الكمومية.  وهو أول جهاز تنتجه شركة مايكروسوفت مخصص للاستخدام في الحوسبة الكمومية. الجهاز هجين من زرنيخيد الإنديوم والألومنيوم يسمح بالتوصيل الفائق في درجات الحرارة المنخفضة، يمكنه أن يستخدم إشارات أوضاع مايورانا الصفرية الحدودية.   يمكن أن يكون لأنماط المايورانا الصفرية تطبيقات مُحتملة في صنع كيوبتات طوبولوجية، وفي نهاية المطاف أجهزة كمبيوتر كمية طوبولوجية واسعة النطاق.  يمكن للجهاز أن يتسع لثمانية كيوبتات.
في إعلانها الصادر في فبراير 2025م، ادعت شركة مايكروسوفت أن مايورانا 1 يمثل تقدمًا في مشروعها الطويل الأمد لإنشاء كمبيوتر كمي يعتمد على البتات الكمومية الطوبولوجية.    أثار الإعلان الإثارة والتشكك داخل المجتمع العلمي، في غياب أدلة عامة قاطعة على أن جهاز مايورانا 1 يُظهر أوضاع مايورانا الصفرية.   

## خلفية
واجهت أبحاث الحوسبة الكمومية تاريخيًا تحديات في تحقيق استقرار الكيُوبِت وقابلية توسع استخدامه. تعتبر البتات الكمومية التقليدية، مثل تلك التي تعتمد على الدوائر الفائقة التوصيل أو الأيونات المحاصرة، عُرضة بدرجة كبيرة للضوضاء وفقدان التماسك، مما قد يؤدي إلى حدوث أخطاء في العمليات الحسابية. وللتغلب على هذه القيود، عمل الباحثون على استكشاف طرق مختلفة لبناء أجهزة حاسوب كمية أكثر قوة ومقاومة للأخطاء. تُقدم البتات الكمومية الطوبولوجية، التي تم طرحها لأول مرة في عام 1997م من قِبل أليكسي كيتاييف ومايكل فريدمان ،   حلاً واعدًا من خلال تشفير المعلومات الكمومية بطريقة محمية بطبيعتها من الاضطرابات البيئية. وتنبع هذه الحماية من الخصائص الطوبولوجية للنظام، والتي تقاوم الاضطرابات المحلية. نهج مايكروسوفت، الذي يعتمد على فرميونات مايورانا في الهياكل غير المتجانسة لأشباه الموصلات الفائقة، هو أحد الجهود العديدة لتحقيق الحوسبة الكمومية الطوبولوجية.

## الجدل
كانت أجهزة مايكروسوفت الكمومية موضع جدل منذ مقالتها البارزة التي تم سحبها من مجلة نيتشر Nature في عام 2018م، وقد أثار الإعلان عن Majorana 1 الإثارة والتشكك داخل المجتمع العلمي.  